# Морконе (Фиренца)
Морконе је насеље у Италији у округу Фиренца, региону Тоскана.
Према процени из 2011. у насељу је живело 38 становника. Насеље се налази на надморској висини од 181 м.